# 紀元前154年
紀元前154年（きげんぜん154ねん）は、ローマ暦の年である。

## 他の紀年法
- 干支 : 丁亥
- 日本
  - 開化天皇4年
  - 皇紀507年
- 中国
  - 前漢 : 景帝3年
- 朝鮮
  - 檀紀2180年
- 仏滅紀元 : 391年
- ユダヤ暦 : 3607年 - 3608年

## できごと

### ヒスパニア
- ルシタニア人が、ローマ帝国のヒスパニアを何度も襲撃した。同じころ、ドウロ川沿いに住むヌミディアのケルティベリア人は、ローマ帝国の支配に対して反乱を起こした。

### 小アジア
- 2年に及ぶ戦いを経て、カッパドキアのアリアラテス5世とローマ軍の支援を得たペルガモン王国のアッタロス2世は、ビテュニアのプルシアス2世を破った。
- 勝利の後、アッタルス2世はプルシアス2世から重い補償金を取り立てようとしたが、プルシアス2世は息子のニコメデス2世をローマに派遣し、補償金の減額への協力を求めた。

### エジプト
- ファラオのプトレマイオス6世は弟のプトレマイオス8世を破った。キプロスを奪取し、弟をキレナイカに追放した。

### 中国
- 前漢では、皇帝景帝の血族である七国の諸侯王が呉楚七国の乱を起こす。前漢が二分する大きな反乱であったが、指揮官の周亜夫の活躍によってわずか3ヶ月で鎮圧された。

## 誕生
- ガイウス・グラックス - ローマの政治家（紀元前121年没）
- ルキウス・アエリウス・スティロ - ローマの言語学者（紀元前74年没）

## 死去
- 鼂錯 - 前漢の政治家（生年不詳）
- 劉濞 - 前漢の諸侯（紀元前215年生）